# Fair play
Fair play (pol. Sprawiedliwa gra) – norma wartości w sporcie. Jest wyrazem postawy reprezentowanej na boisku, gdzie zwycięstwo nie jest celem, który należy osiągnąć za wszelką cenę. Postawa ta cechuje się przestrzeganiem przepisów gry i odrzuceniem korzyści wynikających z błędów sędziego oraz różnego rodzaju oszustw sportowych. Sportowca przestrzegającego zasad fair play można poznać po godnym zachowaniu zarówno w wypadku zwycięstwa jak i porażki.
Pierwszą nagrodę dla „Najlepszej drużyny grającej Fair w Polsce” przyznało w 1928 Polskie Kolegium Sędziów Ruchowi Wielkie Hajduki.
Organizacja piłkarska FIFA organizuje corocznie od 1997 Dni Fair Play. W 2011 odbywały się od 3 do 7 września i obejmowały międzynarodowe mecze piłkarskie (przed spotkaniami były m.in. odczytywane deklaracje Fair Play).